# Zasławscy herbu własnego

Herb książąt Zasławskich-Ostrogskich

Posiadłości ziemskie Wiśniowieckich, Zbaraskich i Zasławskich w I Rzeczypospolitej (czerwony) na tle posiadłości innych rodów magnackich

Zasławscy lub Zasławscy-Ostrogscy – ród kniaziowski (książęcy), biorący swe nazwisko od Zasławia na Wołyniu, a pochodzący od dynastii Rurykowiczów i ich linii panującej nad księstwem pińsko-turowskim.
Na pamiątkę wspólnego pochodzenia z Ostrogskimi używali także nazwiska Zasławscy-Ostrogscy po wymarciu tych pierwszych. Po odziedziczeniu ordynacji ostrogskiej jeden z najpotężniejszych rodów magnackich w Rzeczypospolitej Obojga Narodów, wymarły na początku XVIII wieku.

## Członkowie rodu
- Aleksander Zasławski (zm. 1629) – wojewoda bracławski i kijowski
- Władysław Dominik Zasławski-Ostrogski (1618-1656) – wojewoda krakowski
- Aleksander Janusz Zasławski (ur. po 1650 zm. 1682) – ostatni męski potomek Ostrogskich i Zasławskich
- Teofila Ludwika Zasławska (1650-1709) – dziedziczka ordynacji ostrogskiej